# Husvagn (sång)

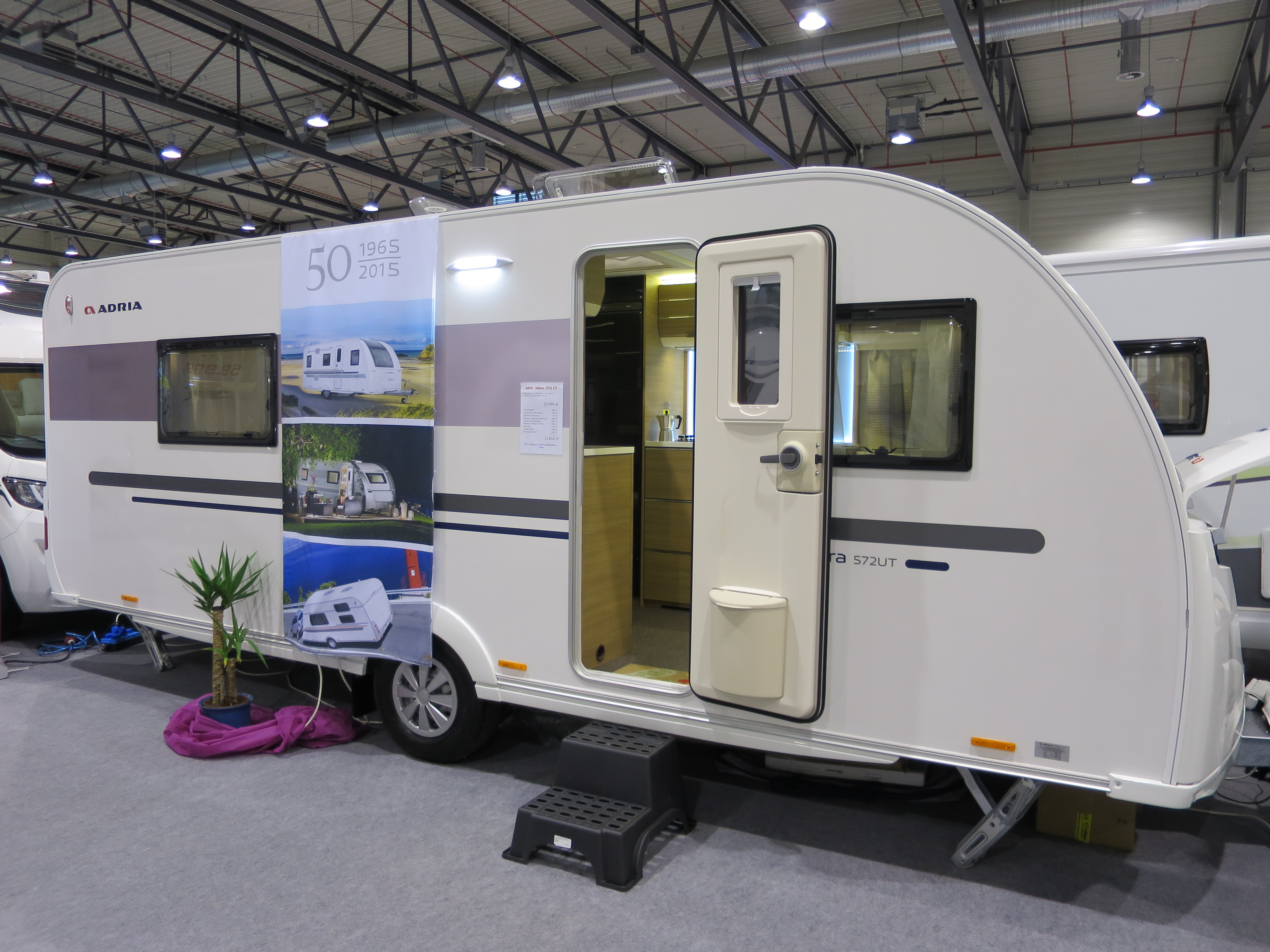
I sången framgår det att det ska vara en stor bred modern husvagn med full utrustning

Husvagn, eller Man ska ha husvagn, är en sång av Galenskaparna och After Shave, inspelad på albumet Macken från 1986.
Sången framförs i fjärde avsnittet av TV-serien Macken, då rollfiguren Milton, spelad av Per Fritzell, kommer in i butiken för att tanka. Han och hans fru Eivor skall som vanligt ut med sina två barn och hund på husvagnssemester.
En variant i Framåt fredag hette "Man ska ha HD".

### Fotnoter
1. ↑  ”Macken”. Svensk mediedatabs. 10 mars 1986. http://smdb.kb.se/catalog/id/001890903. Läst 3 augusti 2013.
2. ↑  ”Roy & Roger är tillbaka” (på svenska). Aftonbladet. 2 januari 2009. https://www.aftonbladet.se/nojesbladet/a/3j1lJd. Läst 3 augusti 2019.
3. ↑  ”Framåt fredag presenterar: Radioaktiva favoriter. 1”. Svensk mediedatabs. 10 mars 2004. https://smdb.kb.se/catalog/id/002081672. Läst 16 juli 2018.